# ロールス・ロイス・ファントムV

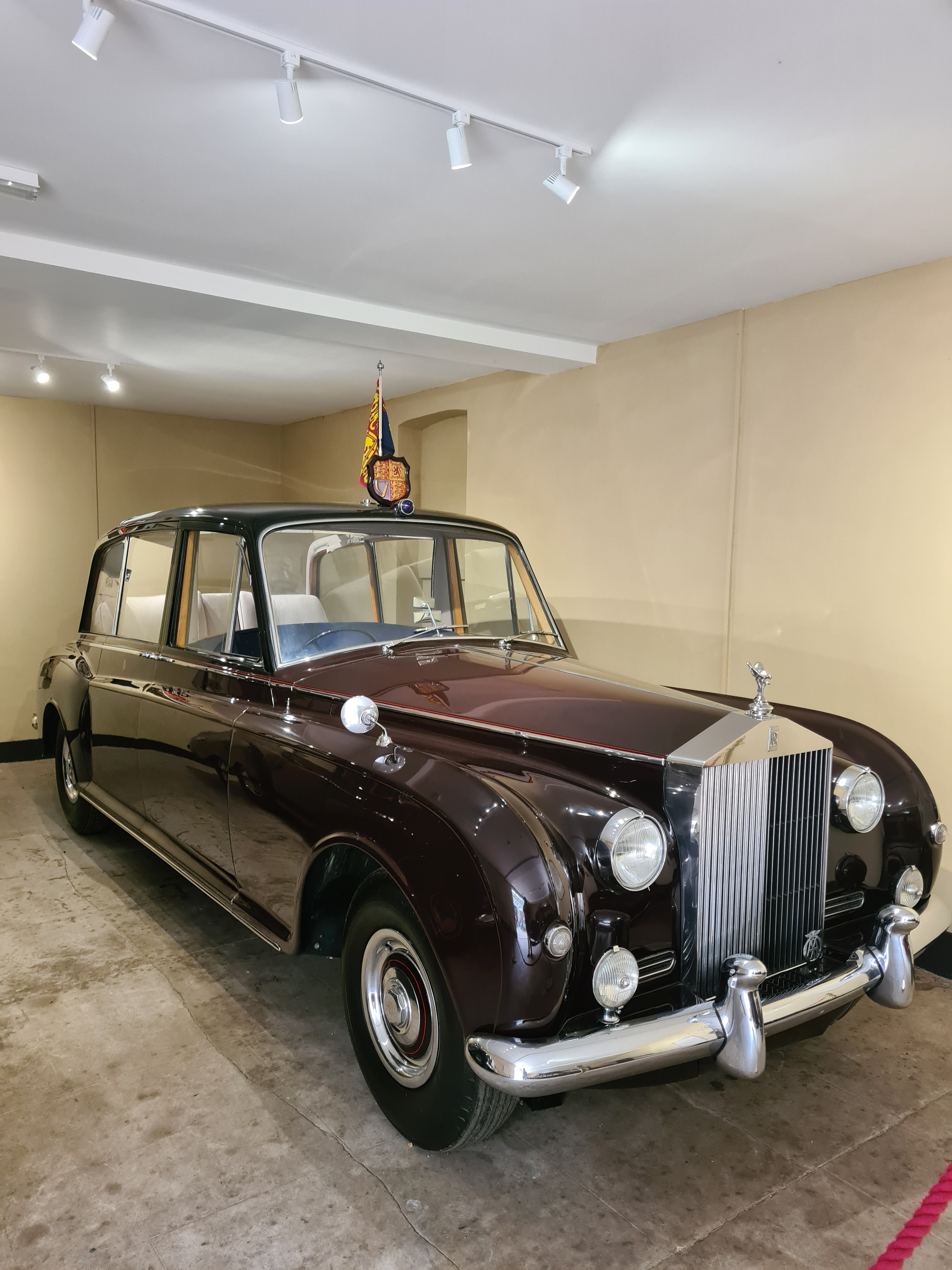
キャンベラI/II

ファントムV（Phantom V ）はロールス・ロイスが1959年9月から1968年まで製造した乗用自動車である。
1968年ファントムVI発売に伴い製造中止され、製造台数は516台であった。有名な個体としてはエリザベス2世専用車「キャンベラI/II」がある。

## 概要
名称からすればファントムIVの後継だが、実態はシルヴァーレイスの後継に近く、シルヴァークラウドIIのカスタムコーチワーク版大型シャシであり、基本的構成、サスペンションやブレーキ、エンジンも共通である。

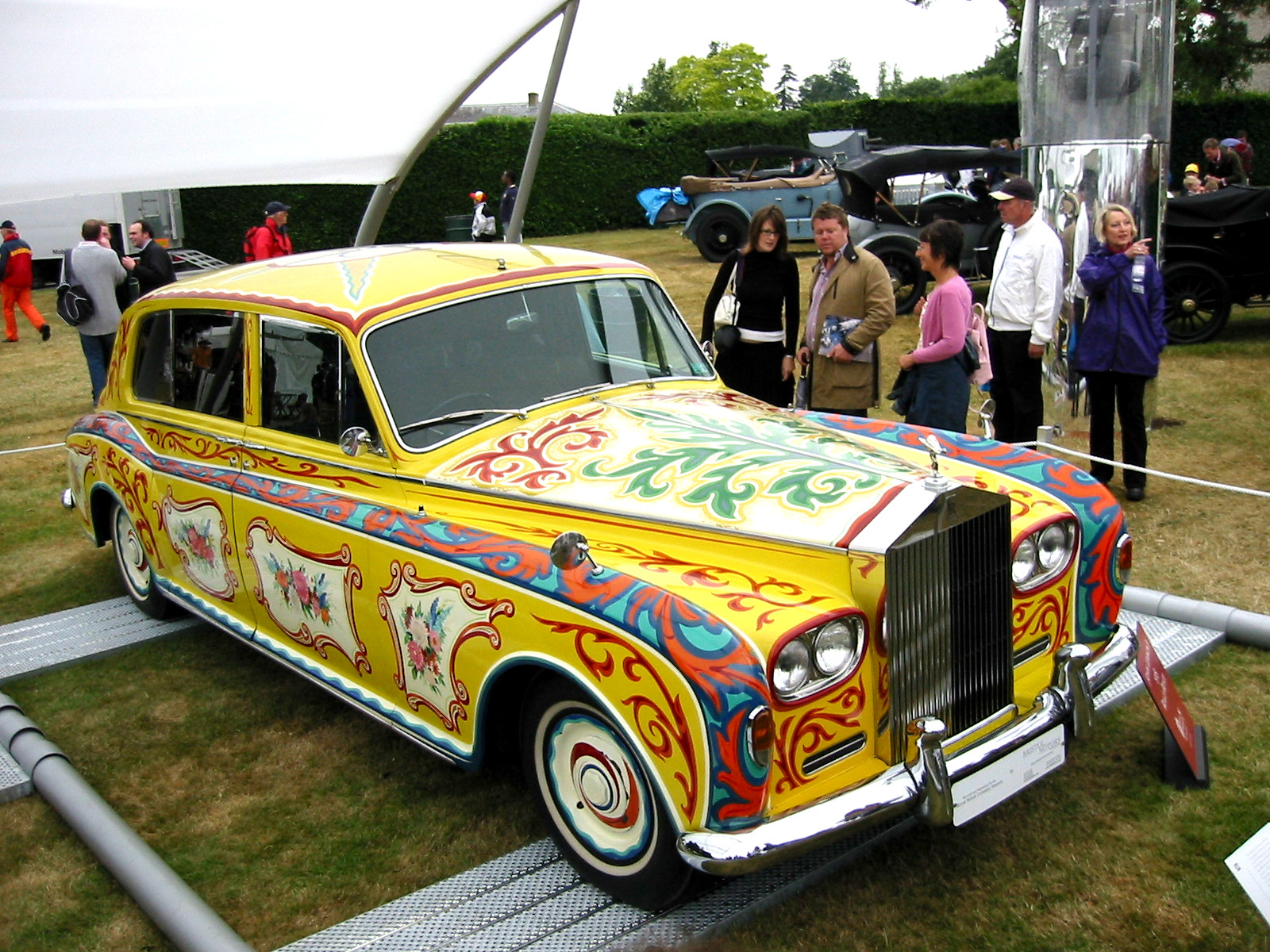
ジョン・レノンの所有していた個体

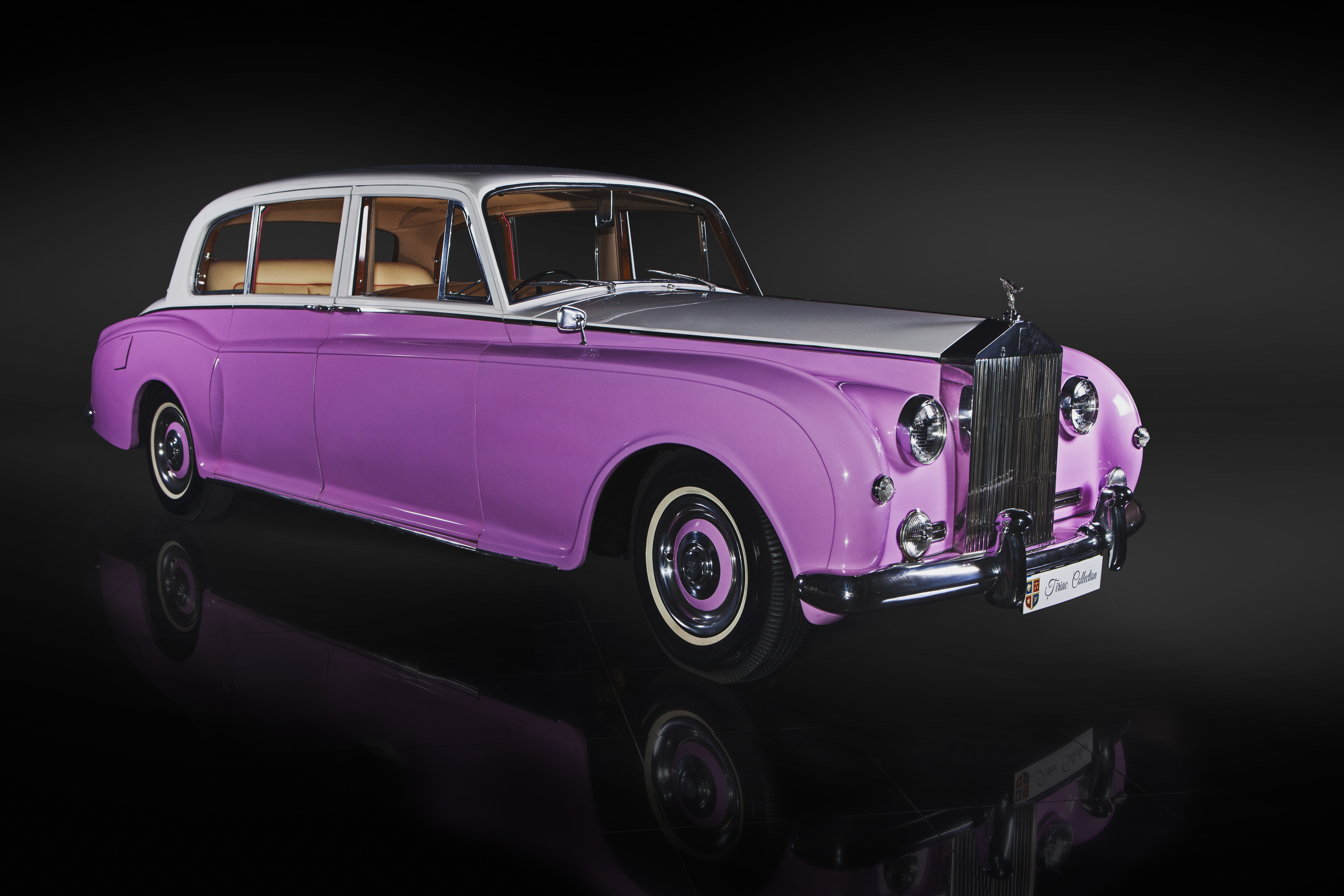
エルトン・ジョンが所有していた個体

## 機構
90度V型8気筒エンジン、内径φ4.1in=約104.14mm×行程3.6in=約91.44mmの6,227cc。
トランスミッションは4速ATで、その車重に対応するためファイナルはシルヴァークラウドIIの3.08から3.88に下げられたが、最高速は165km/hを超え、0-50mph9.7秒、SS1/4マイル19.4秒と並みの実用車には追随できない運動性能を持っていた。それでも室内はほとんど無音で、乗り心地も非常に重厚かつフラットであった。
コーチワークを行なったのはパークウォード、H・J・ミュリナー、ジェームズ・ヤングのみとなった。ジェームズ・ヤングは比較的スタイリッシュな5/6座ツーリングリムジンも作ったが、ほとんどは7/8座リムジンであった。1961年には前2社が合併してH・J・ミュリナー・パークウォードとなり、1966年にステイツランドレーを発売している。
価格はシャシでこそ£3130とシルヴァークラウドIIと大差なかったが、完成車はパークウォードリムジン£6285などスタンダードサルーンより50％以上高価になった。
リアの油圧ダンパーはタウンとパレード用、ラフロードと高速用の2段階に調節可能である。
パワーステアリングは路面感覚が希薄だと批判され1959年に改良された。1963年シルヴァークラウドIIIへの改良に伴いエンジンが仕様変更を受け、またヘッドライトが四灯式となった。